# جسانیه کوچک
جسانیه کوچک، روستایی از توابع بخش مرکزی شهرستان اهواز در استان خوزستان ایران است.

## جمعیت
این روستا در [[دهستان{عناقچه}لامی]] قرار دارد و براساس سرشماری مرکز آمار ایران در سال ۱۳۸۵، جمعیت آن ۱۲۲۰ نفر (۲۵۶خانوار) بوده‌است.